# Christophe Lafoy

a Compétitions nationales et continentales officielles uniquement.

Dernière mise à jour le 3 mai 2015.
Christophe Lafoy, né le 16 juillet 1980 à Poitiers (Vienne), est un joueur de rugby à XV français qui évolue au poste de pilier (1,89 m pour 125 kg).

## Carrière
- Stade bordelais
- -2004 : Union Bordeaux Bègles
- 2007-2011 : SC Albi
- 2011-2014 : Atlantique stade rochelais
- 2014-2016 : SC Albi
- 2016-2017 : CVAXIII(club de rugby à 13 Villefranche d’Albigeois )